# Zsanett Németh
Németh Zsanett (ur. 21 stycznia 1994) – węgierska zapaśniczka walcząca w stylu wolnym. Olimpijka z Rio de Janeiro 2016, gdzie zajęła dziesiąte miejsce w kategorii 75 kg.
Zajęła piąte miejsce na mistrzostwach świata w 2018. Srebrna medalistka mistrzostw Europy w 2017 i brązowa w 2019. Ósma na igrzyskach europejskich w 2015 i trzynasta w 2019. Ósma w indywidualnym Pucharze Świata w 2020. Siódma w Pucharze Świata w 2014. Wicemistrzyni Europy juniorów w 2013 i 2014. Wygrała ME U-23 w 2016 i 2017; trzecia w 2015 roku.
Mistrzyni Węgier w 2014, 2015, 2016 i 2017 roku.
- Turniej w Rio de Janeiro 2016

Przegrała z Giuzel Maniurową z Kazachstanu i Laure Ali z Kamerunu.